# Liesel Matthews
Liesel Matthews (Chicago, 14 de marzo de 1984), nacida como Liesel Anne Pritzker, es una rica heredera, actriz y filántropa estadounidense. Es heredera de los hoteles Hyatt y fue actriz desde niña, debutando en el papel de Sara Crewe en La princesita (1995), adaptación de la obra clásica del mismo nombre de la escritora británica-estadounidense Frances Hodgson Burnett.

## Familia
Liesel nació en la inmensamente rica familia Pritzker. Ella es uno de los doce nietos que sobrevivieron del patriarca Abram Nicholas Pritzker, financiero e industrial, quien murió en 1986. Su tío, Jay Pritzker, es el fundador de la cadena de hoteles Hyatt y de la aerolínea Braniff. La familia controla la oficina de crédito de TransUnion y la Royal Caribbean International (empresa de barcos de crucero). La familia de Pritzker ha estado cerca de la cima en la lista de las familias más ricas de Estados Unidos de la revista Forbes desde que comenzó a publicarse en 1982. Liesel utiliza el nombre artístico "Matthews" por su hermano, Matthew, después de una batalla legal entre sus padres luego de su divorcio con relación a si ella debía ser conocida como Liesel Pritzker-Bagley (siendo Bagley el apellido de su padrastro) o simplemente Liesel Pritzker.

## Carrera
Pritzker hizo su debut profesional en el escenario como Scout en una producción de To Kill A Mockingbird en Chicago. Ganó un Theatre World Award por su actuación en Vincent in Brixton. 
En 1994, fue seleccionada para hacer el papel de Sara Crewe en A Little Princess, basada en la novela de Frances Hodgson Burnett. En 1997, aparece en Air Force One, En el 2000, aparece en su último debut en Blast y se retiró de la actuación.

## Educación
Liesel se graduó de la escuela secundaria New Trier, fuera de Chicago, y se matriculó en la Universidad de Columbia.
Liesel estudió también en el instituto culinario de francés en Nueva York.

## Denuncia
Durante sus años de estudiante en la Universidad de Columbia, Liesel y su hermano Matthew presenciaron una denuncia interpuesta contra su padre por la familia de Pritzker en la que se lo acusaba de haberse apropiado del dinero que se les había fijado para ella y su hermano. 
A principios de 2005, las partes solucionaron el asunto. Los detalles del acuerdo no se hicieron públicos, pero los rumores dicen que Liesel Pritzker y su hermano recibieron casi $500 millones de dólares cada uno de ellos como compensación. Esto haría a Liesel y a Matthew Pritzker los jóvenes más ricos de Estados Unidos.

## Filmografía
| Año  | Título        | Papel          |
| ---- | ------------- | -------------- |
| 1995 | La princesita | Sara Crewe     |
| 1997 | Air Force One | Alice Marshall |
| 2000 | Blast         | Jessie "Ears"  |